# Industria petrolului în România
Piața petrolieră din România era estimată la 9 miliarde de Euro în anul 2007. În anul 2006, consumul de benzină pe cap de locuitor în România a fost de 79 litri, iar cel de motorină - 140 litri. Prin comparație, piața petrolieră din Ungaria a fost, tot în 2006, 3,4 miliarde euro, iar consumul de  benzină a fost de 147 litri pe cap de locuitor, și cel de motorină - 164 litri. Acum, după mai bine de un secol și jumătate de producție, majoritatea zăcămintelor au devenit mature iar producția tării este de sub 10% din cea a marilor producători ai Europei. Totuși, descoperirile recente de gaze naturale din apele de mare adâncime ale Mării Negre indică un potențial semnificativ.
Consumul actual (anul 2007) al României este de circa 3 milioane tone de benzină pe an și circa 4 milioane tone de motorină dar se preconizează o creștere puternică al consumului în următorii ani datorită dezvoltării parcului auto.
Conform estimărilor din anul 2007, rezervele României sunt de 74 milioane tone țiței, care se vor epuiza în circa 13 ani (adică în 2020).

## Istoria petrolului în România

### Evul Mediu
La Lucăcești, Bacău au fost menționate gropi de păcură în secolul al XV-lea, între 1440 și 1442, iar în secolul al XVIII-lea gropi în sudul Depresiunii Dărmănești și în jurul localității Moinești. Mai târziu, Dimitrie Cantemir în „Descriptio Moldaviae” a menționat existența și exploatarea petrolului în zonă.

### Epoca modernă
Începuturile industriei petroliere în România au avut loc în bazinul râului Trotuș, incluzând Valea Tazlăului și Depresiunea Dărmănești, prin procedee de extracție primitive. Exploatarea petrolului a fost cunoscută în zonă pe durata a peste cinci secole, fiind o prezență permanentă în peisajul industrial. Potrivit geografei Iulia Văcărașu, oamenii fiind constrânși de condiția materială precară, au acceptat să lucreze în condiții grele și impresionante în activitatea de exploatare prin puțuri, ce a avut o importanță economică mare. Ulterior, perimetrele petrolifere s-au extins considerabil în zona paleogenului carpatic.
În anul 1861 sau 1863, la Mosoare, Bacău a fost instalată o sapă percutantă cu prăjini de lemn, ceea ce avea se devină prima sondă cu foraj mecanic din România.
Perioada de început a prelucrării chimice a petrolului cu scop comercial este caracterizată de importul tehnologiei, unde metoda de bază a fost distilarea, proces preluat de la fabricarea alcoolului. În acest fel părțile componente ale unui amestec lichid erau separate prin evaporare și condensare. Primele încercări de construcție a unor distilerii de petrol, dar despre a căror activitate nu mai există informații, sunt cele ale lui B. Schäffer (1840) și Haimsohn (1844), ambii din Lucăcești, Bacău, precum și cele două distilerii de la Tețcani ale unui galițian, înființate în 1845. Prin intermediul acestora se obținea petrol lampant. După o altă sursă, primele distilerii cu caracter industrial au apărut la Lucăcești în perioada 1837–1840, fiind urmate de cea de la Moinești (1844). La Mosoare, în jurul anului 1840, s-au instalat câteva cazane pentru distilarea petrolului și care au funcționat până în preajma anului 1900.
În anul 1857 s-a înregistrat oficial pentru prima dată producția de petrol brut a Țării Românești, aceasta fiind de 275 de tone, din care 220 de tone fiind produse în județul Prahova, iar restul în județul Dâmbovița. Această statistică a conferit ulterior României poziția de a fi prima țară din lume cu o producție de petrol înregistrată oficial. După anul 1860 a fost urmată de alte state care au înregistrat oficial producția, precum SUA, Rusia, Mexic și altele.

#### Controversa primei distilerii sau rafinării
În privința introducerii rafinării petrolului în spațiul românesc, este atestată o distilerie de la Lucăcești, Bacău în anul 1840, iar ulterior în 1857 a unei alte instalații a fraților Theodor și Marin Mehedințeanu din Ploiești produsă la compania Moltrecht&Co. din Hamburg (Confederația Germană de Nord). Deși istoricul Michael Pearton în lucrarea „Oil and the Romanian State” (Oxford, 1971), a menționat drept prima rafinărie instalația de la Lucăcești, autori români precum Gh. Ivănuș în „Istoria petrolului în România” (2004), Gh. Buzatu în „O istorie a petrolului românesc” (2009) au făcut distincția că la Lucăcești era doar o distilerie de petrol, și nu rafinărie.
Cu toate acestea, istoricul Dorin Stănescu a declarat că unele lucrări pe tematica istoriei petrolului apărute în România fac trimitere la o „epopee” a fraților din Ploiești, ce sunt considerați în acestea drept întemeietorii primei rafinării din lume, unde istoricul a făcut aserțiunea că afirmația a aparținut arsenalului ideologic al regimului comunist în scop de legitimare a superiorității românești față de Occident. În cazul istoriografiei anterioare comunismului s-a subliniat că România se află într-adevăr printre pionierii exploatării și rafinării petrolului, cu o producție oficial înregistrată pentru prima dată în lume și aflată în topul țărilor producătoare la un moment dat, însă s-a menționat la acel moment, în lucrarea lui Alexandru Budescu „Ploiescii” (1934), citând din învățătorul Andrei Nicolescu-Păcureți cu Monografia Păcurețiului, lucrare premiată de către Academia Română, că: „Din aceiași scriere se poate vedea că înaintea rafinăriei lui Th. Mehedințeanu, înființată la Ploești în anul 1856, nu exista în lume decât aceea a profesorului Siliman în Statele Unite deschisă la 1854”. În comparație, în lucrarea „Istoria Petrolului în România”, Gheorghe Buzatu a considerat că „În anul 1857, România a marcat, în istoria petrolului, trei premiere mondiale”.
Potrivit istoricului Dorin Stănescu, instalațiile îmbunătățite ale lui Theodor Mehedințeanu se încadrează ca „distilerie mai avansată”, și nu o rafinărie în înțelesul clasic. Iar în domeniul distileriilor, acestea mai existau anterior în Galiția și Anglia, și astfel, la distileria de la Lucăcești nu se poate vorbi concret de o premieră mondială, ci de cel mult una națională.
Potrivit aceluiași istoric, ideea eronată a primei rafinării din lume de la Ploiești este la modă și în zilele noastre.

### Epoca contemporană
Perioada 1947-1989 este cunoscută drept Epoca Comunistă în istoria României. Toate companiile petroliere au fost naționalizate la sfârșitul celui de-al Doilea Război Mondial iar activele acestora au fost exploatate de Sovrom Petrol, o companie deținută de statul român și Uniunea Sovietică. 
În 1976, a fost atins un vârf istoric al producției de țiței, de 15 milioane de tone, după care producția a început să scadă.
După revoluția din 1989, toate activitățile de explorare și producție din România au fost preluate de Compania Română de Petrol, o companie de stat. Compania s-a confruntat în continuare cu provocări legate de lipsa investițiilor și interferențe politice. În 1997, a devenit SN Petrom, care includea și două rafinării - Arpechim și Petrobrazi, confruntate, de asemenea, cu lipsa investițiilor și marje de rafinare negative.
În anul 1996 a fost înființată Compania Română de Petrol, ca societate comercială pe acțiuni, constituită prin reorganizarea Rafirom, PECO și Petrotrans, care au fost comasate și și-au încetat activitatea. Compania Română de Petrol deținea toate cele zece rafinării din România, alături de câmpurile de extracție, de depozite și de stațiile de benzină.
În anul 1997 Compania Română de Petrol a fost împărțită, 8 dintre rafinării funcționând pe cont propriu, restul activelor intrând în proprietatea Societății Naționale a Petrolului (SNP) Petrom. Astfel SNP Petrom a moștenit două rafinării (Arpechim Pitești și Petrobrazi Ploiești), toată fosta rețea de distribuție PECO, sistemul de conducte al Petrotrans și dreptul exclusiv de a extrage țiței din câmpurile petrolifere din România.
În anul 2000 omul de afaceri Ovidiu Tender a cumpărat de la Statul Român societatea Prospecțiuni S.A, singura societate din țară care asigura prospecțiuni geologice pentru foraj.
În anul 2002, a luat naștere compania Petromservice prin desprinderea din Petrom a sucursalei Petroserv.
În anul 2004, OMV, grupul lider de petrol și gaze din Europa Centrală și de Est, a achiziționat 51% din acțiunile Petrom de la statul român pentru suma totală de 1,53 miliarde Euro.
La sfârșitul lui 2004, OMV Petrom a fost privatizat, iar compania austriacă OMV AG devine noul acționar majoritar. Compania a trecut printr-un amplu proces de reorganizare și restructurare și a beneficiat de investiții majore pentru modernizare (13,5 mld euro între 2005 și 2017).

## Producția internă
Anul cu producția de vârf a fost 1976 cu 14,7 milioane tone. Producția de țiței a României s-a diminuat constant, concomitent cu creșterea importurilor.
Evoluția producției interne de țiței:
| An       | 2010  | 2006  | 2005  | 2004  | 2003  | 2002  | 2001  | 2000  | 1999  | 1998  | 1997  |
| -------- | ----- | ----- | ----- | ----- | ----- | ----- | ----- | ----- | ----- | ----- | ----- |
| mii tone | 4.300 | 5.000 | 5.200 | 5.541 | 5.650 | 5.702 | 5.810 | 6.029 | 6.132 | 6.300 | 6.501 |

## Rafinăriile

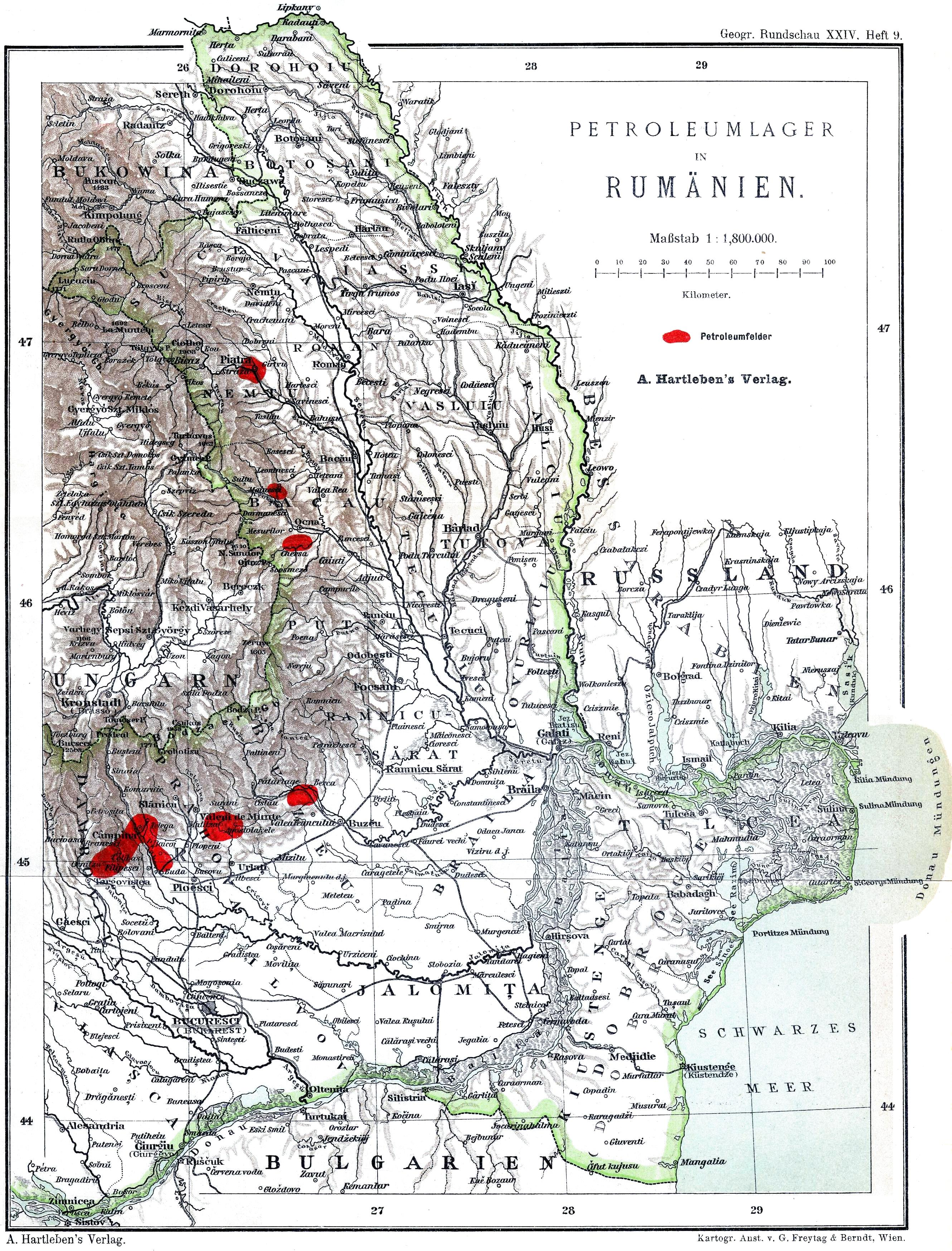
Câmpuri petrolifere din România (1900)

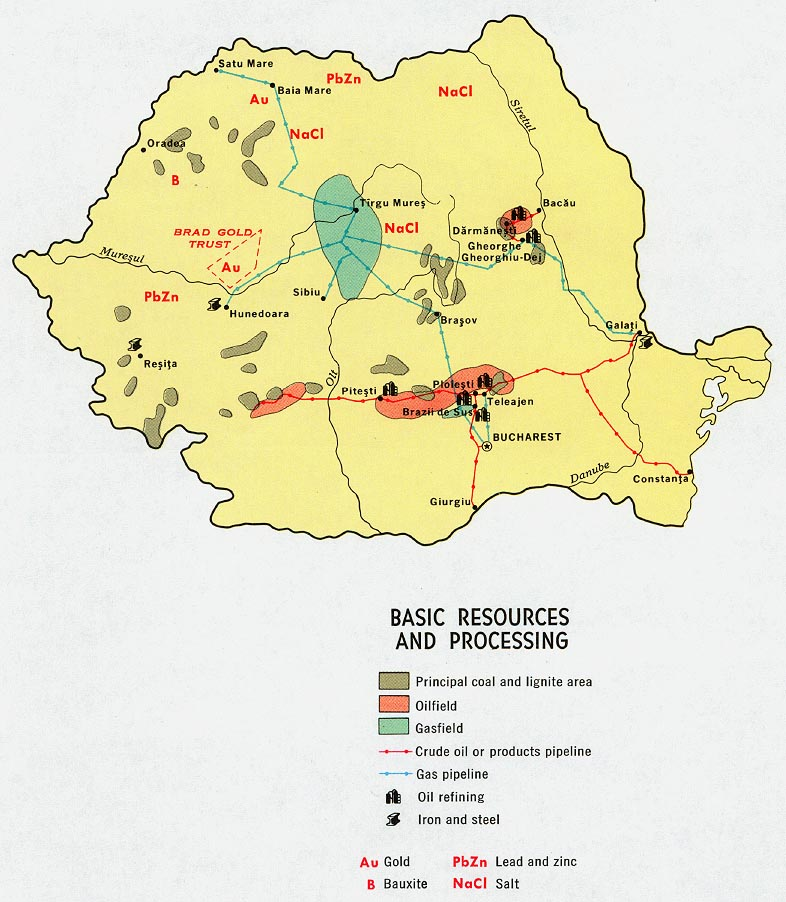
Industria petrolului în România (1970)

În România există în momentul de față 10 rafinării, care pot fi încadrate în două mari grupe: rafinăriile mari, care concentrează circa 85% din capacitatea de prelucrare
- Petrobrazi Ploiești, construcție începută în 17 iulie 1934 datorită eforturilor companiei românești „Creditul Minier”[13]
- Petromidia
- RAFO Onești
- Arpechim Pitești
- Petrotel Ploiești, cunoscută și drept Rafinăria Româno-Americană (înainte de 1945) sau Teleajen (1979–1998)

și rafinăriile mici, însumând circa 15% din capacitatea de prelucrare cu un grad de complexitate mai redus
- Astra Ploiești, fondată în 1880[14]
- Vega Ploiești, înființată în 1905 cu o capacitate inițială de 0,2 milioane tone țiței/an[15]
- Steaua Română Câmpina
- Rafinăria Dărmănești
- Petrolsub Surplacu de Barcău

Toate aceste rafinării au o capacitate totală de 34 milioane tone pe an, cu mult peste consumul intern al României. Pe marginea contractului semnat cu Iranul în timpul regimului comunist, Romănia primea mari cantități de țiței din această țară și îl prelucra în rafinăriile românești, pentru că după aceea mare parte din produsele finite să fie vândute, în Mediterana, la preț de dumping către țările occidentale. În schimbul țițeiului iranian, România livra acestei țări tractoare, ciment și alte produse ale industriei prelucrătoare.
Rafinăriile Petrobrazi și Arpechim sunt deținute de Petrom și au capacități de 7 respectiv 6,5 milioane tone pe an. Ambele dispun de câte două module, putând funcționa astfel la jumătate de capacitate. Pe piața de rafinare, compania Petrom deține o cotă de 52%, urmată de Rompetrol, cu 29%, și Lukoil, cu 17% (anul 2007).
În anul 1999 s-a încercat privatizarea rafinăriei Petromidia (fostă "Complexul Petrochimic Midia-Năvodari") dar cumpărătorul Akmaya nu și-a achitat obligațiile, privatizarea fiind anulată. În anul 2001 rafinăria a fost vândută grupului Rompetrol care a achitat 50 milioane USD și s-a angajat să plătească datoriile de 621 milioane USD. Capacitatea de prelucrare este de 4,8 milioane tone pe an.
Rafinăria RAFO Onești a fost privatizată în anul 2001 prin preluarea pachetului majoritar de acțiuni (59,9%) de către consorțiul format din Imperial Oil (deținută de Corneliu Iacobov) și Canyon Servicos (Portugalia) pentru suma de 7,48 milioane dolari. Firma britanică Balkan Petroleum a preluat de la acest consorțiu pachetul majoritar în anul 2003. Compania Calder-A (parte a grupului Petrochemical Holding) a achiziționat Balkan Petroleum în noiembrie 2006, devenind acționarul majoritar. Rafinăria are o capacitate de 3,5 milioane tone pe an.
Rafinăria Petrotel a fost privatizată în anul 1998 prin preluarea pachetului majoritar de 51% de către compania Lukoil, pentru suma de 53,2 milioane USD. Noul proprietar a modernizat rafinăria, construind instalațiile de hidrofinare benzină, de izomerizare și de producere a hidrogenului. Una din cele mai importante instalații ce pot fi găsite aici este Cocsare prin care rezultă produsul de cocs. Petrotel este una din puținele rafinării rămase care pot rafina fără probleme țiței sulfuros. Volumul total de procesare al rafinăriei este de 2,5 milioane tone pe an.
Rafinăria Astra Ploiești a fost privatizată în anul 1997 prin preluarea pachetului majoritar de compania Interagro, deținută de către omul de afaceri Ioan Niculae. În anul 2006, acționarii majoritari erau: Kreyton Limited, societate înregistrată în Insulele Virgine Britanice (47,45%), societatea de asigurări Asirom (21,89%) și fondul de investiții Broadhurst (17,24%). În iunie 2005, rafinăria se afla în faliment.
Rafinăria Vega Ploiești a devenit membră a Grupului Rompetrol în anul 1999 prin preluarea pachetului majoritar de acțiuni deținut de stat. Rafinăria are o capacitate de 0,5 milioane tone pe an.
Rafinăria Steaua Română Câmpina are o capacitate de 0,4 milioane tone anual.
Rafinăria Dărmănești a fost privatizată în anul 1999 prin preluarea pachetului majoritar de acțiuni (70%) de către Imperial Oil, pentru suma de 10 miliarde ROL (aproximativ 620 mii USD).
Rafinăria Petrolsub Surplacu de Barcău (fostă Rafinăria Crișana până în 1991) a fost pusă în funcțiune în anul 1969 cu capacitate de 0,3 milioane tone pe an. În anul 1995 a fost privatizată, pachetul majoritar de acțiuni (50,992%) fiind preluat de Euro Trading Chemicals pentru suma de 10 miliarde lei (4,9 milioane dolari). În perioada 2001 - 2004 a fost administrată de Petrom, în vederea recuperării creanțelor și penalităților în suma de 433 miliarde de ROL rezultate din țițeiul livrat de către compania petrolieră. Acționarii semnificativi ai Petrolsub sunt firmele Eurohouse SRL București și Fertinvest Ltd (Insulele Virgine) - 43,65%, Euro Trading Chemicals București - 7,55%. În octombrie 2007, rafinăria se afla în faliment și urma a fi vândută.. Această rafinărie a fost cumpărată de firma Ecodiesel și repornită în 2010, după un proces de modernizare.

## Platforme marine
Prima platformă maritimă românească, numită Gloria, a fost lansată în anul 1975. Ulterior au fost construite încă șase platforme: Orizont, Prometeu, Fortuna, Atlas, Jupiter și Saturn. Aflate în posesia companiei Petrom, șase dintre cele șapte platforme au fost vândute companiei Grup Servicii Petroliere, la sfârșitul anului 2005. Petrom mai operează doar platforma numită „Gloria”.
Două dintre platforme, Orizont și Atlas, sunt situate în Golful Persic și două în Marea Neagră - Saturn, de-a lungul coastelor României și Prometeu, în apropiere de coastele Turciei.
In prezent platformele Orizont, Atlas, Saturn, Jupiter si Prometeu aparțin companiei Grup Servicii Petroliere.
La data de 3 februarie 2009, Curtea Internațională de Justiție de la Haga decis că României îi revin în plus 9.700 kilometri pătrați din teritoriul Mării Neagre, din care nu sunt concesionați 5-6.000 km pătrați. Zona cuprinde zăcăminte estimate la 70 miliarde metri cubi de gaze, respectiv 12 milioane tone de țiței, care necesită investiții de ordinul zecilor de miliarde de Euro în explorare, dezvoltare de zăcăminte, construcție de gazoducte, servicii și echipamente de profil, respectiv construcția de terminale pe malul Mării Negre. Zona s-a aflat în litigiu cu țara vecină, Ucraina, pentru 42 de ani.

## Consumul
Conform unei estimări din anul 2005, economia românească consumă anual 5,3 milioane tone carburanți.
Pe lângă carburanți, există un consum de 7,3 milioane de tone de combustibili, folosiți in industrie.
În prezent (iunie 2010), consumul de carburanți este în România de 290 litri pe an pe cap de locuitor, pe când în Europa Centrală este de 550 litri.

## Distribuția
În august 2013, în România existau 1.386 de benzinării: 
- Petrom: 542 benzinării
- Rompetrol: 405 benzinării
- LukOil: 301 benzinării
- MOL: 138 benzinării

În București erau cele mai multe stații de alimentare în anul 2013: 121 de benzinării.
În anul 2006, în România existau 2.140 de benzinării
Principalele companii pe piața de distribuție de carburanți din România sunt:
- OMV cu o cotă de piață de 28% și 600 benzinării
- LukOil cu 25% și 300 benzinării
- Rompetrol cu 18-20% și 350 benzinării (din care 114 proprii, restul Partener și Expres)[36]
- MOL cu 14% și 119 benzinării[37]

## Explorare
După 1990, încercările companiilor românești sau străine de a găsi noi rezerve de petrol și gaze pe teritoriul României au costat până în 2007 aproximativ un miliard de Euro.
Descoperiri importante
- Cea mai importantă descoperire a fost realizată în anul 2003 la Sighișoara, de către producătorul intern de gaze naturale Romgaz și Wintersahll AG, cea mai mare companie de petrol și gaze din Germania[38].
- A doua descoperire ca importanță este cea realizată de Petrom la Torcești, lângă Tecuci[38].
- Un mare zăcământ de țiței este descoperit în decembrie 2014, prin săparea sondei de explorare Padina Nord 1 din județul Buzău, la o adâncime de peste 2.500 de metri.[39]

Cel mai mediatizat insucces al explorării a fost cel al grupului anglo-olandez Shell în România. Gigantul petrolier a investit fără succes 70 milioane de dolari în explorarea unor câmpuri în Transilvania de Nord. Acest insucces a fost urmat, câțiva ani mai târziu, de decizia de retragere treptată din România, mai întâi de pe piața benzinăriilor și apoi de pe cea a GPL.
În sectorul de explorare sunt prezente în România mai multe companii din străinătate precum Sterling Resources (Marea Britanie), care are un acord de explorare în două perimetre din Marea Neagră, Pannonian Energy (SUA) și Falcon Oil (SUA), în zona Petroșani, Regal în Moldova.
În aprilie 2009, ANRM a spus că rezervele probabile din perimetrele din Marea Neagră alocate companiei Sterling sunt de 50 miliarde metri cubi de gaze, adică producția pe cinci ani de gaze a României, și a 278 milioane de țiței, adică producția pe 55 de ani a României.
Aceasta în condițiile în care, cu două luni în înainte, ANRM vorbea de existența a 18 miliarde metri cubi în cele două permitere ale Sterling.

## Controverse
Rafinăriile românești au fost implicate în scandaluri intens mediatizate, acumulând datorii uriașe către stat.
Rafinăriile RAFO Onești și Dărmănești (cumpărate de Imperial Oil) au păgubit bugetul de stat cu 1,5 miliarde euro, conform unor surse. În acest scandal sunt implicate nume ca: Viorel Hrebenciuc (politician important din PSD), Corneliu Iacobov (proprietar Imperial Oil și membru PSD), Marian Iancu (proprietar Balkan Petroleum), Ovidiu Tender, Răzvan Temeșan, Toader Găureanu, Andrei Șerban, Marin Marin și alții. Grupul de rafinării a păgubit și compania Petrom (pe atunci controlată de stat), de la care cumpăra țiței pe care nu îl plătea, Petrom continuând livrările pe bază de comandă politică.
Rafinăria Petrolsub a fost cumpărată în 1995 de EURO TRADING CHEMICALS, firmă controlată de Virgil Măgureanu (fost șef SRI). Rafinăria vindea produsele petroliere sub prețul de producție companiei  EURO HOUSE 2000 SRL, controlată tot de Virgil Măgureanu, care la un moment dat a refuzat să achite produsele achiziționate și revândute. Printre acționarii Petrolsub s-a numărat și fostul ministru de interne Vasile Blaga, care a deținut 1,7% din acțiuni, iar soția acestuia, Violeta Blaga, a beneficiat de sume importante de bani pentru servicii de traducere din limba franceză în limba română și invers.
Rafinăria Petromidia este implicată într-o anchetă care vizează modul de privatizare și de stabilire a valorii acțiunilor în raport cu prețul de piață, valoarea comercială reală și înstrăinarea activelor rafinăriei către societățile din grupul Rompetrol. Cercetările mai vizează modul de înregistrare în evidența contabilă a societății a unor venituri în valoare de 971 de miliarde lei (ROL). Omul de afaceri Dinu Patriciu, fost membru PNL este una dintre persoanele anchetate.
Rafinăria Astra Ploiești a fost implicată în altă anchetă în anul 2002.
Compania Petrolexportimport, care deținea monopolul exporturilor și importurilor de petrol până în 1990, a fost implicată într-o anchetă din anul 1998. În perioada 1990 - 1997, compania importa țiței, după care exporta produsul rafinat sub prețul pieței, încasând comisioane din fiecare operațiune de import-export, în pierdere rămânând rafinăriile, care cumpărau scump țițeiul și vindeau ieftin produsul finit, după care pierderile au fost preluate de buget la datoria publică.
În perioada 1992 - 1997 fosta Companie Română de Petrol (CRP) a acumulat datorii de 663 milioane dolari. Rafinăriile, prin societatea RAFIROM și mai apoi prin CRP, importau și prelucrau țiței plătit cu credite bancare, dar erau obligate de stat să vândă ieftin produsele petroliere, "pentru a stăvili procesul inflaționist". Pentru reglementarea situației, Guvernul a introdus în anul 2000 taxa de un cent pe litru, plătită de toți producătorii și procesatorii cu sediul în România, indiferent de natura capitalului social.
Această taxă a fost eliminată în 2011, după acoperirea datoriilor astfel făcute.